# Saint-Brice-en-Coglès
Saint-Brice-en-Coglès (tiếng Breton: Sant-Brizh-Gougleiz) là một xã của tỉnh Ille-et-Vilaine, thuộc vùng Bretagne, miền tây bắc nước Pháp.

## Geography
Saint-Brice-en-Coglès is located at 46 km northeast of Rennes and 29 km south of Mont Saint-Michel.
The neighboring communes are Coglès, La Selle-en-Coglès, Saint-Étienne-en-Coglès, Baillé, Saint-Marc-le-Blanc, and Tremblay.

## Dân số
Người dân ở Saint-Brice-en-Coglès được gọi là Briçois.
| Năm | 1962 | 1968 | 1975 | 1982 | 1990 | 1999 |
| --- | ---- | ---- | ---- | ---- | ---- | ---- |
| Dân số | 1962 | 2045 | 2403 | 2477 | 2484 | 2395 |
| From the year 1962 on: No double counting—residents of multiple communes (e.g. students and military personnel) are counted only once. |      |      |      |      |      |      |